# 노성군
| Daedongyeojido (Gyujanggak) 16-04.jpg |  |
|                                       |  |

노성군(魯城郡)은 부여군 초촌면 일부와 논산시 북부(노성면, 상월면, 광석면)에 있던 옛 고을이다.

## 1914년 이후
1914년의 행정구역과 현재의 행정구역 비교
| 조선총독부령 제111호 |             |             |                                                                              |
| 구 행정구역 | 신 행정구역 | 신 행정구역 | 신 행정구역                                                                  |
| 월오(月午)면 신리/중리/통산리/낙동리/충보리/(공주군 진두면) 공평동리 일부, 산소리/당산리 | 논산군      | 상월면      | 신충(新忠)리, 월오리                                                         |
| 상도(上道)면 후동리/대명리 일부, 대우리/소우리, 신평리/궁동리/촌산리/안산리/반곡리/무동리 일부/대촌리 일부, 용동리/수정리/와야리/상리/석전리 일부/(공주군 익구곡면) 양화동리 일부, 석종리/행정리/석전리 일부/대명리 일부/(공주군 익구곡면) 양화동리 일부, | 논산군      | 상월면      | 대명(大明)리, 대우(大牛)리, 대촌(大村)리, 상도리, 석종(石宗)리, 지경(地境)리 |
| 하도(下道)면 | 논산군      | 상월면      | 숙진(淑眞)리, 한천(寒川)리, 주곡(酒谷)리, 학당(鶴塘)리                       |
| 하도(下道)면 | 논산군      | 노성면      | 하도리                                                                       |
| 읍내(邑內)면 | 논산군      | 노성면      | 교촌(校村)리, 두사리, 송당(松堂)리, 읍내리                                   |
| 화곡(禾谷)면 | 논산군      | 노성면      | 노치(蘆峙)리, 죽림(竹林)리, 호암(虎巖)리, 화곡리                             |
| 장구(長久)면 내촌리/접지산리/주봉리/대병리/소병리, 사교리 일부/구동리 일부/(소사면) 대정리 일부, 사교리 일부/(소사면) 대정리 일부/(공주군 곡화천면) 용연동리 일부/하반룡리/효죽리/봉익리, 산직리/율리 일부, 평전리/서변리/율리 일부/오강리 일부           | 논산군      | 노성면      | 병사(丙舍)리, 장구리, 효죽(孝竹)리                                           |
| 장구(長久)면 내촌리/접지산리/주봉리/대병리/소병리, 사교리 일부/구동리 일부/(소사면) 대정리 일부, 사교리 일부/(소사면) 대정리 일부/(공주군 곡화천면) 용연동리 일부/하반룡리/효죽리/봉익리, 산직리/율리 일부, 평전리/서변리/율리 일부/오강리 일부           | 논산군      | 광석면      | 율리, 오강리                                                                 |
| 광석(光石)면 은동리/입석리 일부/갈산리 일부/(득윤면) 지동리 일부, 내리/광리/이사리 일부/입석리 일부, 신촌리/신신대리/수항리/이사리 일부, 입석리 일부/산동리 일부/논산리 일부/(은진군 화지산면) 반월리 일부/(연산군 부인처면) 창리 일부                    | 논산군      | 광석면      | 갈산(葛山)리, 광(光)리, 이사(梨寺)리, 산동(山東)리                           |
| 천동(泉洞)면 소척리/대중리/소중리 일부/(광석면) 이사리 일부, 대척리/소중리 일부/왕전리 일부/(두사면) 두리 일부/항월리 일부 | 논산군      | 광석면      | 천동리, 왕전(旺田)리                                                         |
| 득윤(得尹)면 윤리/중리 일부/지동리 일부/(광석면) 갈산리 일부/(석성군 원북면) 음상리 일부/갈산리 일부, 소당리/신당리/사동리 일부/대당리 일부/(장구면) 덕포리, 상리/중리 일부/대당리 일부, 사동리 일부/(읍내면) 송아리 일부                                 | 논산군      | 광석면      | 득윤리, 신당(新堂)리, 중리(中里), 사월(沙月)리                               |
| 두사(豆寺)면 합정리/서변리/오류동리/대동리 일부/항월리 일부 | 논산군      | 광석면      | 항월(恒月)리                                                                 |
| 소사(素沙)면 | 부여군      | 초촌면      | 산직(山直)리, 소사리, 송정(山直)리, 진호(眞湖)리                             |